# Potwora buczynówka
Potwora buczynówka, widłogonka bukówka (Stauropus fagi) – gatunek motyla z rodziny garbatkowatych. Zamieszkuje Palearktykę, od Półwyspu Iberyjskiego po Wyspy Japońskie. Gąsienice żerują na drzewach liściastych. Osobniki dorosłe aktywne nocą.

## Taksonomia
Gatunek ten opisany został po raz pierwszy w 1758 roku przez Karola Linneusza na łamach dziesiątego wydania Systema Naturae pod nazwą Phalaena fagi. Współcześnie jest gatunkiem typowym rodzaju Stauropus, w którym to umieścił go w 1812 roku Ernst Friedrich Germar. W obrębie tego gatunku wyróżnia się dwa podgatunki:
- Stauropus fagi fagi (Linnaeus, 1758)
- Stauropus fagi persimilis Butler, 1879

## Morfologia

### Owad dorosły

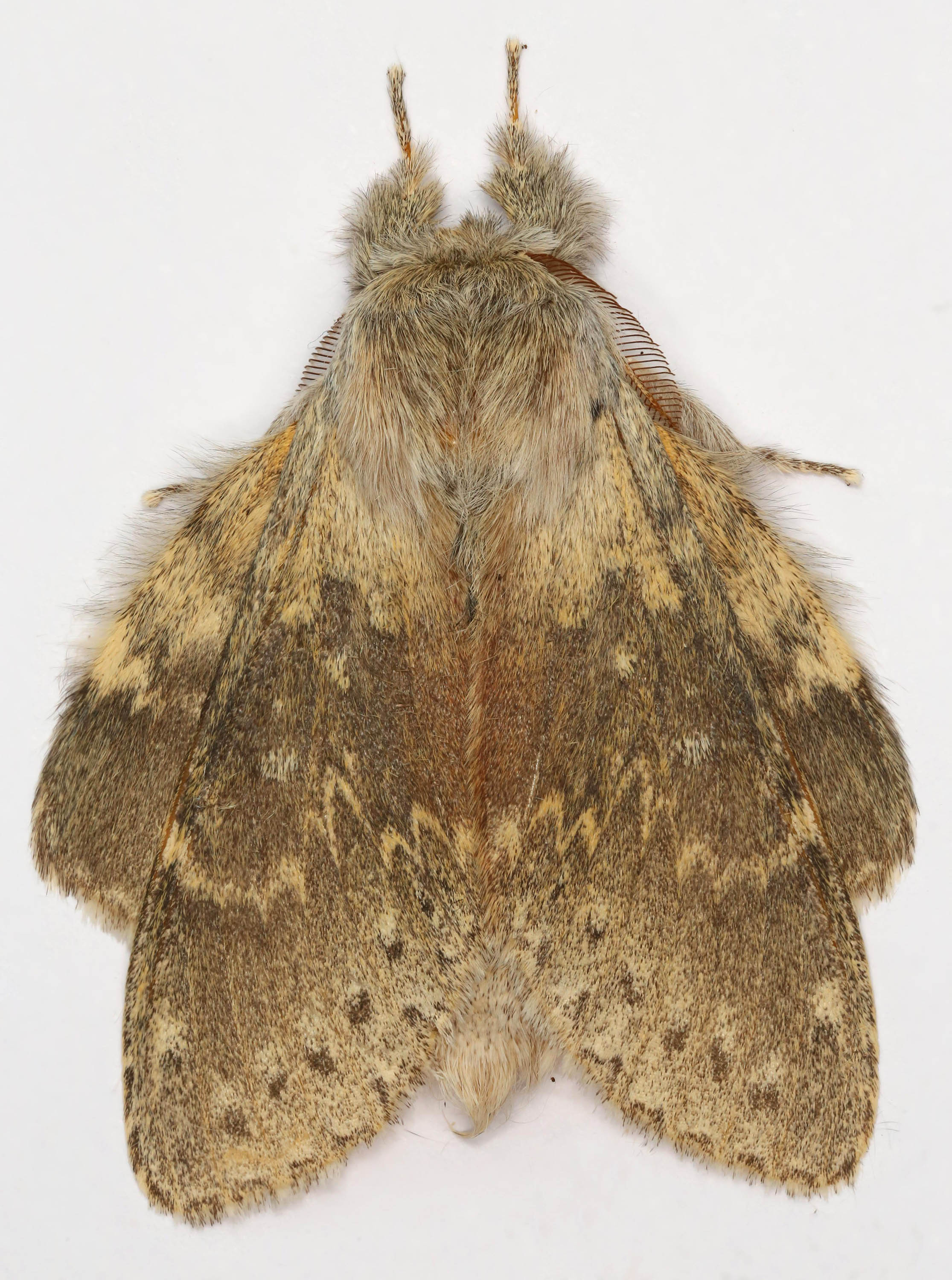
Imago w spoczynku

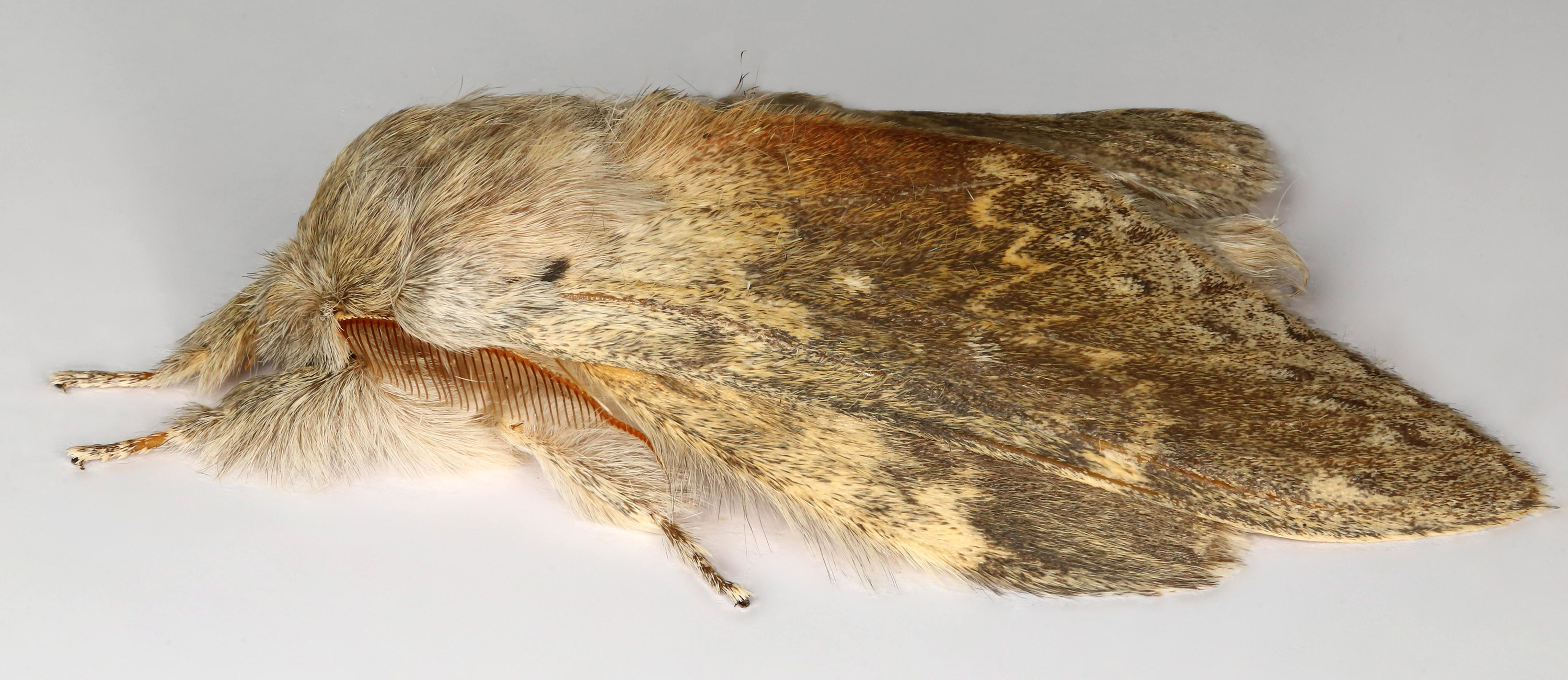
Jak wyżej, widok z boku

Motyl o krępym ciele i rozpiętości skrzydeł sięgającej od 58 do 65 lub 70 mm. Głowa jest zaopatrzona w łyse oczy złożone, uwstecznioną ssawkę i krótkie głaszczki, natomiast pozbawiona jest przyoczek. Czułki nie przekraczają połowy długości przedniego skrzydła, u samca są obustronnie grzebykowane, zaś u samicy cienkie i ząbkowane. Owłosienie głowy, tułowia i odwłoka jest gęste i wełniste, najobfitsze na spodniej stronie. Skrzydło przedniej pary jest długie i wąskie, osiąga od 23 do 25 mm u samca i od 25 do 30 mm u samicy. Tło przedniego skrzydła jest barwy szarobrązowej lub ciemnoszarej, czasem z odcieniem oliwkowym, przy nasadzie rozjaśnione. Pole środkowe obwiedzione jest czarnymi prążkami na żółtawym tle. Wzdłuż zewnętrznego brzegu skrzydła rozmieszczone są czarne kropki z jasnymi obrzeżeniami po stronie wewnętrznej. Ponadto występują białawe przepaski zębate. Skrzydło tylnej pary jest małe i okrągławe. Tło ma taką barwę jak w skrzydle przednim, ale u nasady jest wyraźnie rozjaśnione, a w części zewnętrznej trochę przyciemnione. Jasna przepaska na tym tle widoczna jest tylko w części przedniej tylnego skrzydła. Strzępina obu par skrzydeł jest jasna. Tylne odnóża mają jedną parę ostróg na goleniach. Długi i równomiernie ku tyłowi zwężony odwłok wieńczą kępki popielatych włosków.

### Stadia rozwojowe

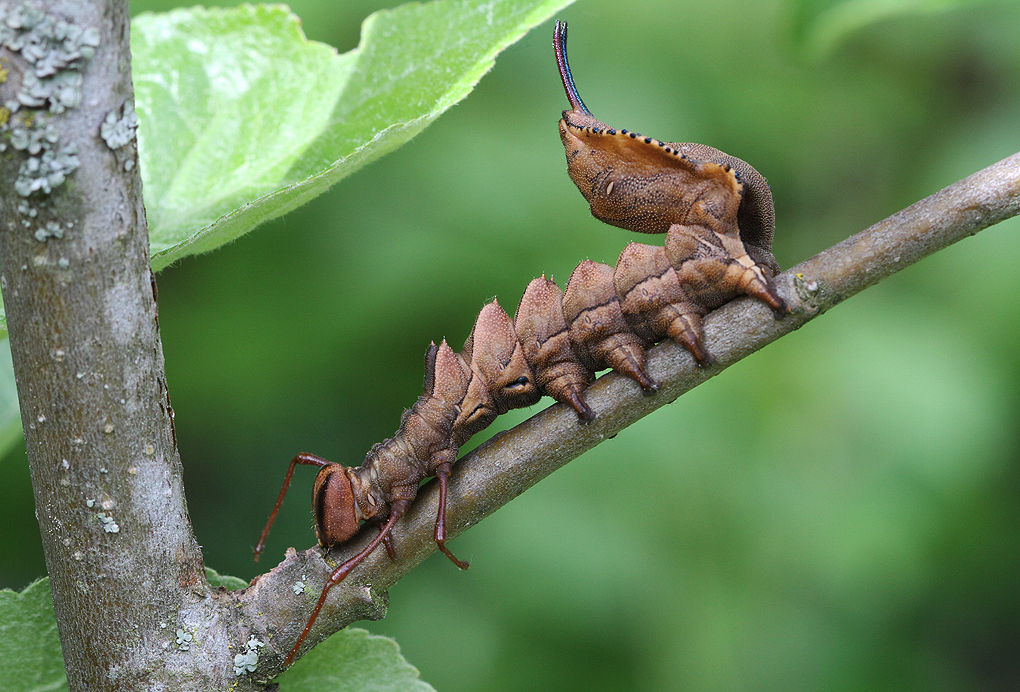
Gąsienica

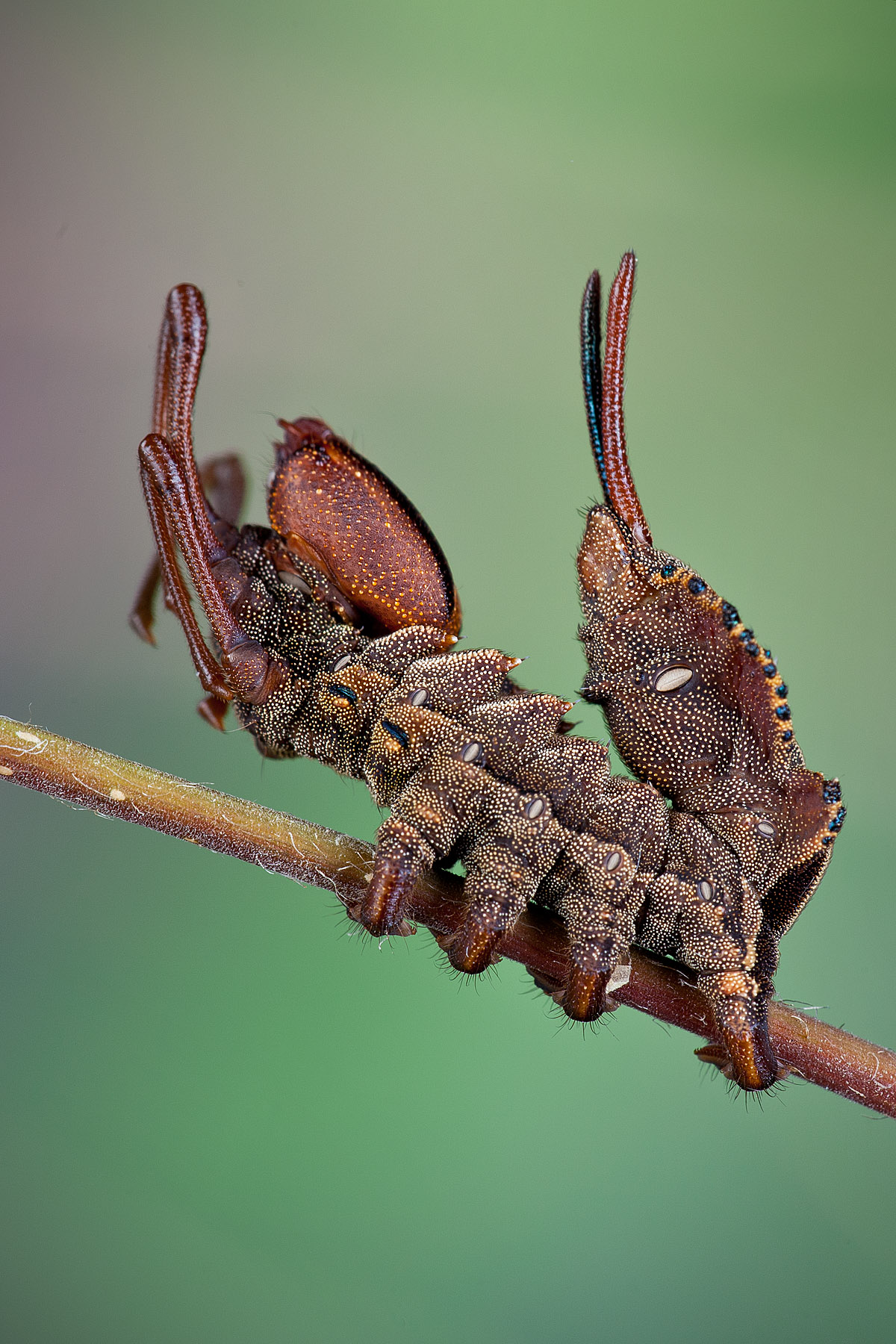
Trzecie stadium gąsienicy

Jaja mają kształt spłaszczony grzbietowo-brzusznie z głęboko zapadniętą częścią mikropylową. Osiągają od 1,6 do 1,8 mm średnicy. Nie są przykrywane łuskami z odwłoka samicy. Ubarwienie mają początkowo białe z odcieniem jasnozielonym, jednak przed wykluciem gąsienicy zmieniają barwę na jasnofioletową i błyszczącą. Powierzchnia chorionu pokryta jest dołeczkami o kształcie różniącym się w zależności od części jaja.
Gąsienice upodobnione są do mrówek. Ubarwione bywają czarnofioletowo, czekoladowo, rudobrązowo czy jasnożółtawobrązowo. Oskórek przez większość trwania stadium jest gładki i połyskujący, jednak po ostatniej wylince matowieje. Głowę mają dużą. Odnóża są wydłużone. Segmenty od czwartego do siódmego zaopatrzone są w wyniesione garbki. Ostatni, analny segment odwłoka jest silnie powiększony i nabrzmiały. Zaopatrzony jest w parę długich i cienkich wyrostków. W razie zaniepokojenia unoszony jest do góry.

## Ekologia i występowanie
Owad ten zasiedla przede wszystkim buczyny, rzadziej inne lasy liściaste i mieszane. Gąsienice aktywne są od czerwca do września. Są foliofagami żerującymi na liściach brzóz, buków, dębów, głogów, grabów, jabłoni, leszczyn, lip, jarzębu pospolitego, olszy japońskiej, topoli Populus davidiana oraz wierzb. Wyrośnięta gąsienica konstruuje między liśćmi na roślinie lub na ziemi cienki, ale mocny, jasnobrązowo zabarwiony kokon, w którym następuje przepoczwarczenie. Stadium zimującym jest poczwarka. Zimowanie może odbywać się wielokrotnie.
Owady dorosłe w warunkach środkowoeuropejskich latają od kwietnia do początku czerwca, a częściowe drugie ich pokolenie pojawiać się może w lipcu i pierwszej połowie sierpnia. W warunkach hodowlanych trzecie pokolenie pojawia się we wrześniu i październiku. Nie pobierają pokarmu. Aktywne są nocą, kiedy to przylatują do sztucznych źródeł światła. Dzień spędzają na pniach drzew.
Gatunek palearktyczny. W Europie znany jest z Portugalii, Hiszpanii, Andory, Wielkiej Brytanii, Francji, Belgii, Luksemburgu, Holandii, Niemiec, Szwajcarii, Liechtensteinu, Austrii, Włoch, Danii, Szwecji, Norwegii, Finlandii Estonii, Łotwy, Litwy, Polski, Czech, Słowacji, Węgier, Białorusi, Ukrainy, Rumunii, Mołdawii, Bułgarii, Słowenii, Chorwacji, Bośni i Hercegowiny, Serbii, Czarnogóry, Macedonii Północnej, Grecji oraz europejskich części Rosji i Turcji. Występuje na niektórych wyspach Morza Śródziemnego, w tym Korsyce, Sardynii, Sycylii. W Europie jest jedynym przedstawicielem rodzaju potwora. Dalej na wschód zamieszkuje azjatycką część Rosji od Uralu po Kraj Nadmorski, azjatycką część Turcji, Armenię, Azję Środkową, Iran, Mongolię, Chiny oraz Japonię. W tym ostatnim kraju występuje podgatunek S. f. persimilis. W Polsce motyl ten jest rzadko spotykany.